# Domenico Lucciardi

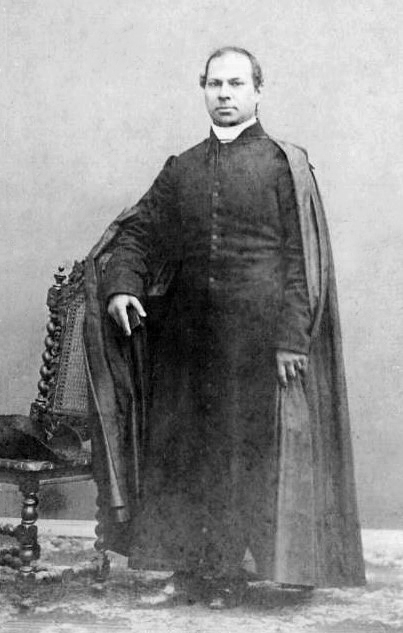
Domenico Lucciardi als Kardinal, 1861

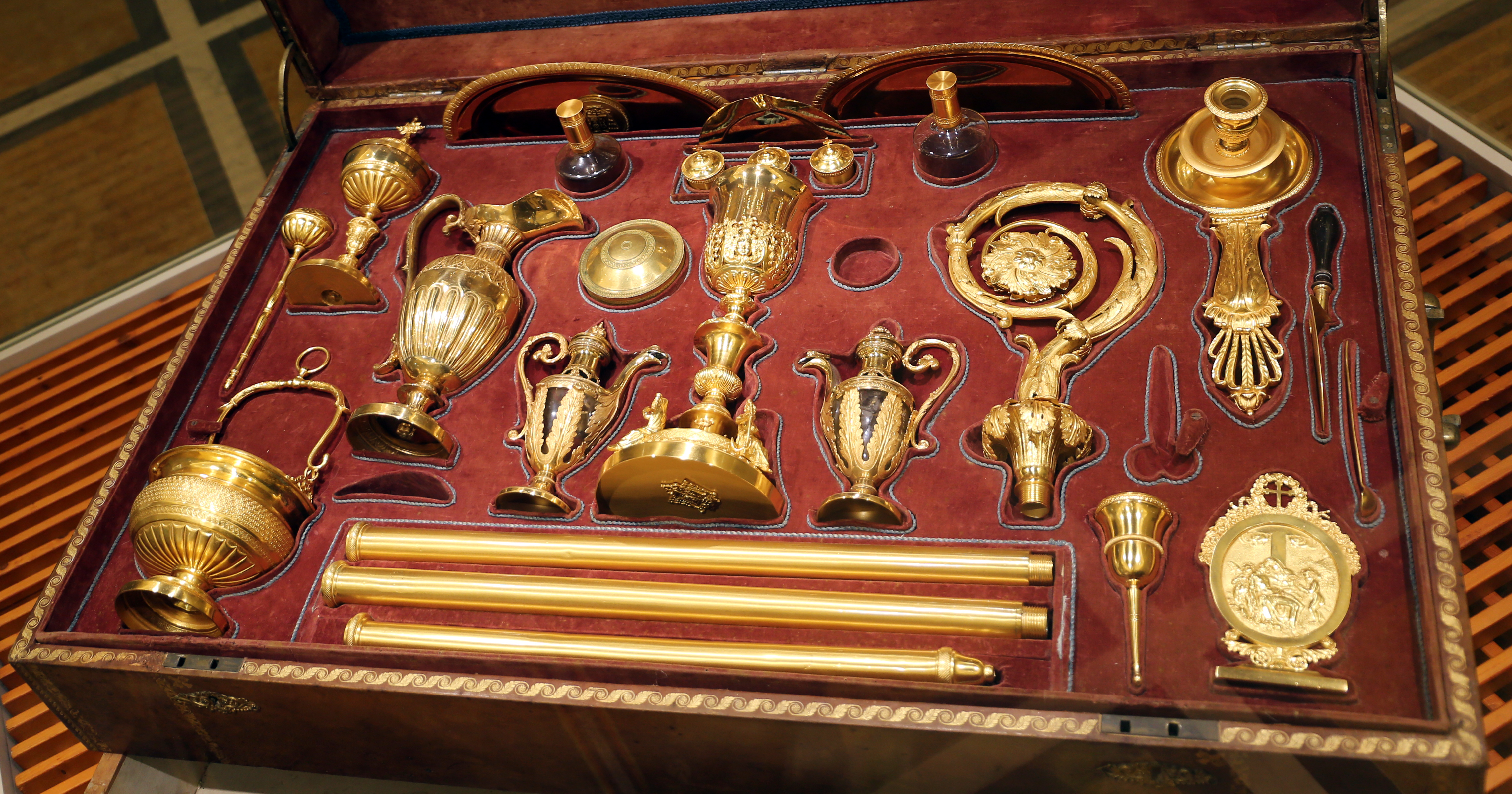
Bischöflicher Mess- und Sakramentenkoffer des Kardinals Lucciardi (spätklassizistisch; um 1850)

Domenico Lucciardi (* 9. Dezember 1796 in Sarzana; † 13. März 1864 in Senigallia) war ein italienischer Geistlicher, Bischof von Senigallia und Kardinal.

## Leben
Domenico Lucciardi war der Sohn von Bartolomeo Lucciardi und der Marianna Samanego, er empfing am 17. September 1807 das Sakrament der Firmung. Sein Studium schloss er am 1. August 1819 mit der Promotion zum Doktor beider Rechte ab. Am 30. Juli 1820 empfing er die Priesterweihe für das Bistum Rom und trat in den Dienst der römischen Kurie. Im Jahr 1826 wurde er Auditor der Nuntiatur in Wien. Später zum Hausprälat Seiner Heiligkeit und zum Apostolischen Protonotar ernannt, wurde er am 6. Dezember 1832 Apostolischer Delegat in Camerino. Danach war er zweimal Apostolischer Delegat in Bologna. Im Jahr 1834 war er außerordentlicher Pro-Kommissar der „Vier Legationen“, diese umfassten: Bologna mit Ferrara und der Romagna; Urbino einschließlich der Marken; Perugia und ganz Umbrien; und schließlich Velletri mit dem südlichen Latium. Von Dezember 1834 bis 1836 war er Pro-Legat in Ravenna und von Juli 1836 bis 1839 Apostolischer Delegat in Spoleto. Danach war er 1839–1842 Apostolischer Delegat in Ancona und anschließend 1842–1845 Präsident des Bezirks von Rom. Ab dem 2. Oktober 1846 bis 1851 war er Sekretär der Kongregation für die Bischöfe und Regularen.
Am 21. Dezember 1846 wurde er zum Titularerzbischof von Damascus ernannt. Am 22. Dezember 1846 wurde er Päpstlicher Thronassistent. Die Bischofsweihe spendete ihm am 27. Dezember desselben Jahres in der Kirche Santissima Trinità a Montecitorio in Rom Kardinal Pietro Ostini, Mitkonsekratoren waren die Titularerzbischöfe Giovanni Brunelli und Giovanni Domenico Stefanelli. Am 10. April 1851 wurde er zum Lateinischen Titularpatriarchen von Konstantinopel ernannt. Vom 5. September 1851 bis zu seinem Tod war er Bischof von Senigallia mit dem persönlichen Titel eines Erzbischofs.
Papst Pius IX. erhob Lucciardi am 15. März 1852 zum Kardinalpriester und verlieh ihm drei Tage später den Kardinalshut und die Titelkirche San Clemente.
Er starb in Senigallia und wurde in der dortigen Kathedrale beigesetzt.